# Esta Es Irene
Esta Es Irene é o album de estreia da cantora estadunidense Irene Cara, produzido por Larry Godoy e subsidiado pela gravadora GEMA, com arranjo e programação da orquestra Cátala. Seu lançamento ocorreu mundialmente no dia 7 de dezembro de 1968.
O album é composto por regravações de singles executados nas rádios hispano-americanas no intuito de alcançar a grande massa latina de imigrantes que começavam a constituir base familiar nos Estados Unidos. A divulgação foi feita por meio de apresentações esporádicas em programas de TV, entrevistas e talk-shows incluindo: Ted Mack Original Amateur Hour, The Ed Sullivan Show e The Tonight Show Starring Johnny Carson.
Entre as músicas que compõem o album estão Miguel e Isabel, clássico na voz de Luis Aguilé em 1967, Callate Ninã, mítica canção que possibilitou ao grupo Los Pic-Nic ser nº 01 na Espanha por 12 semanas consecutivas, possibilitando a vocalista Jeanette seguir carreira solo internacional e La-La-La, de Massiel, vencedora do Festival Eurovisão da Canção 1968 em representação da Espanha.
Dois singles foram lançados: Serafino, originalmente composto e interpretado por Adriano Celentano para o filme de mesmo nome (1968) e Ola, Ola, Ola, que anteriormente havia sido interpretado por Marisol em seu primeiro musical Ha Llegado un Ángel (1961).
Em texto no verso do encarte a gravadora conclui: "É a primeira vez que a GEMA grava um disco para uma estrela de poucos anos como Irene Escalera. Há tantas garotas que cantam! Porém nela se conjuga arte, graça e algo que despertou o interesse de nossa gravadora. Anteriormente ela havia atuado em programas de rádio e televisão, assim destacando-se como cantora e dançarina em algumas produções musicais da Broadway. Certo dia procurou a GEMA em companhia de sua mãe, e pediu que alguém a ouvisse cantar porque "não queria envelhecer sem ter gravado um disco". De fato não se passou muito tempo para que pudesse ver a sua aspiração alcançada..."

## Músicas
| N.º            | Título                  | Compositor(es)                                        | Duração |  |
| 1.             | "Miguel e Isabel"       | Luis Aguilé                                           | 2:56    |  |
| 2.             | "Callate Niña"          | Jeanette Dimech, Rafael Turia                         | 3:17    |  |
| 3.             | "Todo Lo Que Tengo"     | Milton Peláez                                         | 3:39    |  |
| 4.             | "Super Pitagorico"      | Armando Manzanero                                     | 3:27    |  |
| 5.             | "Mi Corazon Canta"      | Gilberto Moreno                                       | 3:11    |  |
| 6.             | "La, La, La"            | Larry Godoy                                           | 2:52    |  |
| 7.             | "El Ejercito a Go Go"   | Iller Pattacini, Mogol                                | 3:53    |  |
| 8.             | "Serafino"              | Adriano Celentano                                     | 3:14    |  |
| 9.             | "Quedense Con Nosotros" | Jesús "Chucho" Navarro                                | 2:51    |  |
| 10.            | "Ola, Ola, Ola"         | Augusto Algueró, Joaquín Gasa, Santiago Guardia Moreu | 2:17    |  |
| 11.            | "Amigo Pedro"           | Pedro Migliacci, Eddy González                        | 3:35    |  |
| Duração total: | Duração total:          | Duração total:                                        | 35:12   |  |

## Créditos
Equipe
- Irene Cara - vocais principais, vocais de apoio
- Larry Godoy - produtor, compositor, engenheiro de som
- Roberto Montiel - arranjo, programação
- Cátala - arranjo, orquestra

Registro
- GEMA LPG-3063